# 알렉산다르 주리치
알렉산다르 주리치(세르비아어: Александар Ђурић / Aleksandar Đurić, 1970년 8월 12일 ~ )는 보스니아 헤르체고비나의 전직 카누 선수이자 싱가포르의 전직 축구 선수이다. 축구 선수 시절에는 공격수로 활동했다.
15세에 유고슬라비아 주니어 카약 챔피언에 올랐고 17세 때 세계 8위에 올랐다. 스페인 바르셀로나에서 열린 1992년 하계 올림픽에서는 보스니아 헤르체고비나 대표로 참가하여 카누 남자 C-1 500m 종목에 출전했다. 올림픽 폐막 이후에 축구 선수로 전향했고 헝가리, 오스트레일리아에서 활동했다.
1999년에 싱가포르 S리그(현재의 싱가포르 프리미어리그) 무대에 데뷔한 이후에 홈 유나이티드, 게일랑 유나이티드, 싱가포르 암드 포스, 탬피니스 로버스에서 프로 축구 선수로 활동했다. 15시즌 동안에 리그 통산 304골을 기록하면서 8번의 리그 우승, 3번의 싱가포르컵 우승에 기여했다. 또한 S리그에서 3번의 올해의 선수상, 4번의 득점왕을 차지하는 영예를 안았다.
37세 시절이던 2007년에 싱가포르 축구 국가대표팀 선수로 데뷔했으며 2008년 5월에는 외국 출신 선수로는 처음으로 국가대표팀 주장으로 선발 출전했다. 2012년 12월에 국가대표팀에서 은퇴할 때까지 53경기에 출전하여 24골을 기록했다. 2013년에는 자신의 소속 팀이었던 탬피니스 로버스의 전임 코치로 임명되었고 44세였던 2014년 11월에 선수 생활을 마무리했다.

## 어린 시절
알렉산다르 주리치는 유고슬라비아 사회주의 연방공화국(현재의 보스니아 헤르체고비나 스릅스카 공화국)의 도보이 외곽에 위치한 리파츠에서 태어났다. 어린 시절에 츠르베나 즈베즈다의 서포터였던 그는 자신의 고향인 도보이를 연고로 하는 축구 클럽인 슬로가 도보이의 유소년 팀에서 골키퍼와 미드필더로 활동했다. 또한 12세 때 가슴의 성장 장애를 치료하는 의사의 조언에 따라 카약을 배우기 시작했다. 15세 때에는 유고슬라비아 주니어 카약 챔피언이 되었고 17세 때에는 세계 8위에 올랐다.
주리치는 17세 때에 유고슬라비아 인민군에 징집되어 장교가 되었다. 주리치의 아버지는 보스니아 전쟁이 임박하자 가족의 혈통을 지키기 위해 주리치와 그의 형제들이 나라를 떠나기를 원했다. 주리치는 나이가 어린 스포츠 선수인 만큼 고향을 떠나라는 지시를 받았다. 그는 "저의 아버지는 이 전쟁에서 싸웠고 동생은 거의 5년 동안 싸웠으며 어머니는 1993년에 무슬림 군대에 의해 살해당했습니다. 그들이 우리 마을을 폭격해서 우리 집에 직격탄을 날렸어요. 정말 큰 폭탄이 터졌고 제 어머니는 즉사하셨습니다. 저와 같은 많은 사람들이 피비린내 나는 내전에서 어머니와 아버지를 잃었지만 저는 아무런 원한도 없습니다. 저는 인종이 아니라 사람들의 마음을 보고 이곳 싱가포르에서 무슬림 어린이를 입양했습니다."라고 밝혔다. 불과 300 독일 마르크밖에 안되는 현금을 갖고 세르비아로 건너간 그는 한 시즌 동안 2부 리그에서 뛰었으며 나중에 스웨덴의 축구 클럽인 AIK에서 훈련을 받았다. 스웨덴 당국에서는 그에게 난민 신청을 제안했으나 거절했다. 그는 유고슬라비아 해체로 인하여 공인된 여권 없이 헝가리에서 발이 묶인 상태였고 한동안 세게드에 위치한 카페와 식당을 전전하면서 생계를 유지했다. 주리치의 가족들은 그에게 숙소를 제공하고 헝가리 축구 2부 리그에 소속되어 있던 축구 클럽인 세게드 LC에 합류하라고 조언했다.

### 1992년 하계 올림픽
주리치는 1992년에 새롭게 결성된 보스니아 헤르체고비나 올림픽 위원회로부터 1992년 바르셀로나 하계 올림픽 카누 남자 C-1 500m 종목에 출전하라는 명령을 받았다. 주리치는 2년 동안 훈련을 받지 못했는데 세르비아계와 보스니아계 사이의 계속되는 갈등에도 불구하고 자신이 스포츠 선수라고 밝히면서 그러한 요청을 받아들였다.
보스니아 헤르체고비나 올림픽 위원회가 여행 비용을 지불할 여유가 없었기 때문에 주리치는 스페인 바르셀로나까지 1,500km를 히치하이킹해야만 했다. 그는 유효한 여권 없이 국가 올림픽 위원회의 서한만 갖고서 오스트리아 국경까지 트럭을 타고 갈 수 있었지만 처음에 난민이라고 생각하고 불신하던 오스트리아 이민 당국에 의해 통행을 거부당했다. 오스트리아 국경수비대는 보스니아 헤르체고비나 올림픽 위원회에 전화를 걸어 주리치의 신분을 확인했고, 그를 슬로베니아로 절반 정도 데려다 달라고 다른 사람들을 설득하는 데에 도움을 주었다. 그는 공항까지 가는 차를 얻어 스페인 바르셀로나에 도착했다.
2일 동안에 걸친 트레킹을 마친 주리치는 1992년 바르셀로나 하계 올림픽에 데뷔한 보스니아 헤르체고비나의 국가대표 선수 10명 가운데 한 명이 되었는데 이탈리아와 스페인 카누 국가대표팀으로부터 장비를 빌려 경기에 임했다. 예선 라운드에서는 2분 7.12초로 7위를 기록했고 1차 패자부활전에서 2분 4.68초로 5위를 기록하면서 탈락했다. 주리치는 올림픽이 끝난 다음에 헝가리의 세게드 LC에서 자신의 축구 선수 경력을 재개하게 된다.

## 클럽 경력

### 오스트레일리아
과거 오스트레일리아 축구 국가대표팀 감독을 역임했던 프랭크 아로크는 헝가리 혈통을 가진 세르비아 출신의 전직 축구 선수였는데 주리치가 오스트레일리아에서 프로 축구 선수로 활동하는 데에 도움을 주었다. 주리치는 1995년에 내셔널 사커 리그 소속 축구 클럽인 사우스 멜버른 헬라스로 이적하면서 수비수로 뛰었다. 또한 포트 멜버른 샤크스, 깁슬랜드 팰컨스, 헤이들버그 유나이티드, 웨스트 애들레이드와 같은 오스트레일리아의 여러 축구 클럽에서도 뛰었고 1997년에는 중국의 축구 클럽인 훠처터우 산산에서 잠깐 동안 뛰기도 했다.

### 홈 유나이티드
1999년에 주리치가 뛰고 있던 오스트레일리아의 축구 클럽인 웨스트 애들레이드가 파산했다. 주리치는 홍콩과 싱가포르에서 영입 제의를 받았는데 싱가포르의 축구 클럽인 탄종파가르 유나이티드로 이적하면서 S리그(현재의 싱가포르 프리미어리그) 무대에 데뷔하게 된다. 그는 주로 왼쪽 측면 윙어나 왼쪽 수비수로 활약하였다. 탄종파가르 유나이티드의 감독이었던 토하리 파이잔은 192cm의 키를 가진 주리치를 공격수로 전향시켰다. 그는 리그 16경기에서 11골을 기록했고 팀은 3위를 차지했다. 시즌 종료 이후에 오스트레일리아로 돌아온 주리치는 오스트레일리아 축구 국가대표팀에 합류하겠다는 희망을 갖고 오스트레일리아 시민권을 취득했고 시드니를 연고로 하던 축구 클럽인 마르코니 스탤리언스에서 왼쪽 미드필더로 복귀했다.
이후 2000년 6월에 새로운 소속 팀인 홈 유나이티드로 이적하여 다시 공격수로 활약했고 모든 대회를 통틀어 11골을 기록했다. 특히 싱가포르 국립경기장에서 열린 2000년 싱가포르컵 결승전에서는 45,000명의 관중들이 지켜보는 가운데 팀의 우승에 기여했는데 시즌이 끝난 이후에 구단으로부터 방출되었다.

### 게일랑 유나이티드
주리치는 2001년에 게일랑 유나이티드와 계약을 체결하면서 공격수인 모드 노르 알리와의 끈끈한 유대 관계를 형성했다. 이전 소속팀인 싱가포르 암드 포스에서 이어진 그들의 유대 관계는 '모든 골들 가운데 최소 절반'을 달성하는 데에 공을 세웠다.
게일랑 유나이티드는 2001년 S리그 시즌 결승전에서 주룽을 누르고 5년 만에 리그 우승을 차지했고 주리치는 해당 시즌에서 37골을 기록했다. 게일랑 유나이티드는 2001년 싱가포르컵 결승전에서 홈 유나이티드를 상대했다. 그러나 게일랑 유나이티드의 주리치와 브라이언 보트웰이 전반전에 부상으로 빠지면서 홈 유나이티드가 4-0으로 앞서나갔다. 또한 수비수 노 라만은 무릎 인대 부상으로 인해 빠져나갔고 노르 알리는 퇴장을 당했다. 결국 게일랑 유나이티드는 9명만 뛰는 수적 열세를 극복하지 못하고 홈 유나이티드에 0-8 패배를 기록하게 된다. 장정 감독은 경기가 끝난 뒤에 가진 인터뷰에서 그가 7명의 선수들과 함께 소속 팀을 떠날 것이라고 밝혔으나, 예상을 뒤집고 소속 팀과 3년 연장 계약을 체결했다. 4시즌 동안에 걸쳐 주리치는 게일랑 유나이티드에서 리그 126경기에 출전하여 97골을 기록했다. 2003년 S리그 시즌에서는 리그 통산 100골을 기록한 선수가 되었다.
아시아 축구 연맹(AFC)은 대한민국과 일본에서 공동 개최된 2002년 FIFA 월드컵의 성공을 계기로 AFC 챔피언스리그와 AFC컵을 출범시키면서 아시아의 국제 축구 클럽 대항전을 강화했다. 게일랑 유나이티드는 2001 S리그 우승 팀 자격으로 2002-03년 AFC 챔피언스리그 예선에 참가했다. 그는 DPMM과의 동부 지역 예선 홈 경기에서 1골, 원정 경기에서 2골을 기록했고 게일랑 유나이티드는 합계 7-0 승리를 기록했다. 중국 축구 갑급 A리그에 소속되어 있던 상하이 선화와의 최종 예선 2차전에서는 1골을 기록했으나 게일랑 유나이티드는 합계 1-5 패배를 기록하면서 탈락했다.
게일랑 유나이티드는 2003년 S리그 시즌에서 준우승을 차지하면서 2004년 AFC컵에 처음 출전했다. 그는 페락 FA와의 8강 1·2차전에서 모두 득점을 기록했으며 해당 대회에서 5골을 기록했다. 게일랑 유나이티드는 알와흐다와의 준결승전에 진출했으나 1차전에서 0-1 패배를 기록했고 2차전에서 1-1 무승부를 기록하면서 결승전 진출이 좌절되었다.

### 싱가포르 암드 포스
주리치는 2004년 11월에 싱가포르 암드 포스(현재의 워리어스)와의 계약을 체결했다. 싱가포르 암드 포스는 S리그에서 4차례 우승했고 싱가포르컵에서 2차례(2007, 2008 시즌) 우승했다. 특히 3번의 시즌(2007, 2008, 2009 시즌)에서 주리치는 리그 득점왕에 오르는 영예를 안았다.
주리치는 리그 150경기에서 129골을 기록했고 2007, 2008 시즌에 S리그 올해의 선수상을 수상했다. 2007년 7월 9일에 열린 랴오닝 광위안과의 경기에서는 리그 통산 200호골을 기록했다. 특히 전반전 34분부터 39분 사이에 5분 만에 해트트릭을 기록하면서 팀의 4-1 승리에 기여했다. 그는 자신의 38번째 생일에 열린 게일랑 유나이티드와의 경기에서는 2골을 기록하면서 미르코 그라보바츠가 갖고 있던 통산 최다 득점 기록인 244골을 갱신했는데 팀은 2-2 무승부를 기록했다. 싱가포르 암드 포스는 홈 유나이티드와의 2008년 싱가포르 채리티 실드 경기에서 정규 시간 동안 1-1 무승부를 기록한 다음에 승부차기 5-4 승리를 거두었다.
2009년에는 싱가포르 암드 포스가 AFC 챔피언스리그 플레이오프에서 PEA(현재의 부리람 유나이티드), PSMS 메단을 꺾고 처음으로 조별 예선에 진출했다. 싱가포르 암드 포스는 조별 예선에서 가시마 앤틀러스, 수원 삼성 블루윙즈, 상하이 선화와 같은 조에 편성되었다. 2009년 5월 19일에 대한민국 수원에서 열린 수원 삼성 블루윙즈와의 조별 예선 원정 경기에서는 1골을 기록했으나 싱가포르 암드 포스는 수원 삼성 블루윙즈에 1-3 패배를 기록했다. 또한 싱가포르 암드 포스는 조별 예선에서 1무 5패를 기록하면서 탈락했다.
주리치는 2009년 9월에 인도네시아 슈퍼리그 소속 축구 클럽인 스리위자야와 110,000 미국 달러 규모의 계약에 서명했다. 그러나 한 달 뒤에 스리위자야가 상호 합의한 계약 조건을 변경하려다 결국 거절했다고 언론에 밝혔다.

### 탬피니스 로버스
주리치는 스리위자야 이적을 시도하면서 싱가포르 암드 포스와의 관계가 악화되었다. 2010년에는 탬피니스 로버스와 계약을 체결했다. 2010년 S리그 시즌에서는 20골을 기록했는데 팀은 준우승을 차지했다. 2011년부터 2013년까지 탬피니스 로버스의 3회 연속 S리그 우승을 견인했고 또한 2011년부터 2014년까지 탬피니스 로버스의 4회 연속 싱가포르 채리티 실드 우승을 견인했다.
2010년 9월 27일에 열린 베일스티어 칼사와의 싱가포르컵 경기에서는 2골을 기록하면서 S리그 통산 300골을 기록한 최초의 선수가 되었다. IFFHS는 2011년 7월에 나라별 최상위 축구 리그 444경기에 출전하여 328골을 기록한 주리치를 세계 최다 득점자로 기록했다. 2012년에는 S리그 올해의 축구 선수로 선정되었고 2013년에는 문순호와 함께 S리그 득점 공동 1위를 차지했다.
2012년 말에는 클럽 경영진과 함께 자신의 은퇴 시기를 늦출 것을 합의하고 2014 시즌을 끝으로 프로 축구를 그만두겠다고 발표했다. 그는 싱가포르 국내 최다 기록인 378골을 기록한 상태에서 시즌을 시작했다. 탬피니스 로버스는 사우스 차이나와의 2014년 AFC 챔피언스리그 1차 예선에서 패배하면서 탈락했다. 탬피니스 로버스는 2014년 AFC컵에 참가했으나 조별 리그에서 탈락했다. 2014 시즌에서는 35경기에 출전하여 8골을 기록했고 탬피니스는 S리그를 3위로 마감했다. 그는 2014년 11월 5일에 열린 DPMM과의 싱가포르컵 3위 결정전 경기를 끝으로 은퇴했다.
주리치는 강인한 체력과 경기에서 많은 골을 기록하는 스트라이커로 주목을 받았다. 피트니스에 대한 전문적인 접근법과 절제된 생활 방식은 30년 이상에 걸친 선수 경력에 기여했다.

### 아마추어 축구로의 복귀
2017년에 축구 무대에 복귀하여 싱가포르 크리켓 클럽에 가입했고 싱가포르의 최상위 아마추어 축구 리그인 코스모폴리탄 풋볼 리그에 참가했다.

## 국가대표 경력
주리치는 2007년 9월 27일에 3번의 개인적인 시도 끝에 싱가포르 시민권을 취득하면서 싱가포르 축구 국가대표팀에 합류할 자격을 취득했다. 싱가포르 축구 협회에서는 싱가포르 국적을 소유하지 않은 외국인 축구 선수들을 수급하여 싱가포르에 들여오기 위한 해외 스포츠 인재 제도를 시행하고 있었는데 그는 해당 제도에 참여하지 않았다. 주리치가 축구와 관련이 없는 이유로 싱가포르 여권을 받았음에도 불구하고 라도이코 아브라모비치 감독은 2007년 11월 1일에 주리치를 싱가포르 축구 국가대표팀에 발탁했다.
주리치는 2007년 11월 9일에 싱가포르에서 열린 타지키스탄과의 2010년 FIFA 월드컵 아시아 지역 2차 예선 1차전 경기에서 37세 89일의 나이로 국가대표팀 데뷔전을 치렀고 2골을 기록하면서 싱가포르의 2-0 승리에 기여했다. 그는 이 경기에서 공격형 미드필더인 스자이와 공격수인 인드라 샤단 다우드의 부상으로 인하여 경기에 선발 출전했다. 싱가포르는 타지키스탄 두샨베에서 열린 타지키스탄과의 2차전 경기에서 1-1 무승부를 기록하면서 3차 예선에 처음 진출했다. 싱가포르는 3차 예선에서 사우디아라비아, 우즈베키스탄, 레바논과 함께 4조에 편성되었으나 사우디아라비아, 우즈베키스탄에 밀려 3위를 차지하면서 탈락했다. 하지만 주리치는 레바논, 우즈베키스탄과의 경기에서 골을 기록하면서 국제 무대에서 좋은 경기력을 이어갔다.
주리치는 2008년 5월 28일에 열린 바레인과의 친선 경기에 주장인 인드라 사단과 부주장인 리오넬 루이스가 결장하면서 처음으로 싱가포르 축구 국가대표팀의 주장을 맡았다. 그는 외국 출신 선수로는 처음으로 싱가포르 축구 국가대표팀의 주장 완장을 찼다. 주리치는 인도네시아·태국에서 열린 2008년 AFF 스즈키컵에 참가했으나 캄보디아와의 개막전에서 종아리뼈 부상을 당하면서 남은 대회 일정에서 제외되었다. 싱가포르는 베트남과의 준결승전 경기에서 패배하면서 탈락했다.
주리치는 인도네시아·베트남에서 열린 2010년 AFF 스즈키컵을 앞두고 싱가포르 축구 국가대표팀에 소집되었다. 싱가포르는 필리핀과의 개막전에서 주리치의 동점골에도 불구하고 1-1 무승부를 기록했다. 싱가포르는 미얀마와의 경기에서 주리치의 동점골에 힘입어 2-1 승리를 기록했다. 하지만 싱가포르는 공동 개최국인 베트남과의 경기에서 0-1 패배를 기록하면서 조별 리그에서 탈락했다.
말레이시아·태국에서 열린 2012년 AFF 스즈키컵에서는 2순위 스트라이커로 시작했으나 싱가포르 축구 국가대표팀의 주전 미드필더인 하리스 하룬이 부상을 당하면서 처음으로 왼쪽 측면 미드필더로 선발 출전했다. 디펜딩 챔피언인 말레이시아와의 조별 예선 1차전 경기에서는 싱가포르의 3번째 골을 기록하면서 싱가포르의 3-0 승리에 기여했다. 또한 AFF 스즈키컵 역사상 가장 나이가 많은 득점자가 되었다. 싱가포르는 인도네시아와의 2차전 경기에서 0-1 패배를 기록했으나 라오스와의 3차전 경기에서 4-3으로 꺾고 골득실차로 준결승전에 진출했다. 싱가포르는 필리핀과의 준결승전 경기에서 합계 1-0 승리를 기록하면서 결승전에 진출했다. 싱가포르는 태국과의 결승전 경기에서 합계 3-2 승리를 기록하면서 우승을 차지했다. 그는 대회가 끝난 이후에 싱가포르 축구 국가대표팀에서 은퇴했는데 국가대표팀으로서 통산 기록은 53경기 출전, 24골이다.

## 코치 경력
주리치는 선수 생활이 끝날 때까지 싱가포르의 축구계에서 감독을 맡겠다는 의사를 밝혔다. 2013년부터 탬피니스 로버스의 피트니스 코치로 재직하고 있으며 백룸 스태프로의 전환을 준비하면서 전임 코치로 재직하고 있다.

## 사생활
세르비아계인 주리치는 보스니아 헤르체고비나 도보이 인근에 위치한 리파츠 마을에서 태어났다. 아버지는 철도원으로 근무하면서 세미 프로 축구도 즐겼다. 어머니는 1993년 8월 9일에 일어난 포격으로 사망했고 아버지는 2000년에 암과의 투병 생활을 하다가 향년 62세를 일기로 사망했다. 그에게는 밀란이라는 형이 있다.
주리치는 1998년에 오스트레일리아 멜버른에서 아내인 너태샤를 만났다. 그들은 2000년 1월에 결혼했다. 그의 딸인 이사벨라 니나(2002년생), 아들인 알레산드로 우고(2004년생)는 둘 다 싱가포르에서 태어났다.
주리치는 싱가포르 홀랜드빌리지에서 거주하고 있다. 그는 엄격한 피트니스 체계의 일부로서 매일 아침에 동네 주변을 15km씩 달린다. 또한 술도 안 마시고 담배도 피우지 않으며 밤늦게까지 지새지도 않는다. 또한 칠리를 피하고 프라타, 치킨라이스와 같은 기름진 음식 섭취를 제한하며 비시즌 기간에 자신의 체력 관리를 유지한다.
주리치는 축구 이외에도 자선 활동에 참여했는데 10년 동안에 걸쳐 어린이 보호 시설에서 자원 봉사를 했다. 그는 어린이 보호 시설에서 태어난 지 7일이 지난 아들인 마시모 루카 몬티를 입양했다. 2011년에는 스탠다드차타드 은행 싱가포르 법인이 주최한 싱가포르 마라톤에서 라디오 디제이 로드 몬테이로, 운동학자 탄 스웨이 캉과 함께 하프 마라톤 경주를 뛰면서 어린이를 위한 위탁 양육 주택 건립을 위한 12,000 싱가포르 달러를 모금했다.
주리치는 2012년에 스트레이츠 타임스 스쿨 포켓 머니 펀드를 위해 12일 동안 택시를 운전하면서 2,657 싱가포르 달러를 모금했다. 2013년 9월에는 도버 공원 호스피스를 돕기 위해 주리치와 세 아이들이 그림을 그린 플라스틱 비둘기들을 판매했는데 주리치는 이에 대해 '싱가포르에 무언가를 돌려줘야 하는 의무'의 일환이라고 생각한다고 밝혔다. 2014년 12월에는 싱가포르 국립범죄예방위원회와 싱가포르 경찰이 공동으로 조직한 델타 리그의 초대 홍보 대사로 임명되었다. 2016년에는 싱가포르 문화공동체청소년부 산하 법정 기구인 스포츠 싱가포르가 설립한 유소년 축구 훈련장인 액티브SG 풋볼 아카데미의 운영자로 임명되었다.

## 경력 통계

### 클럽
클럽 통계는 2014년 11월 6일을 기준으로 한다.
| 클럽                  | 시즌                | 리그                         | 리그 | 리그 | 축구협회컵 | 축구협회컵 | 리그컵 | 리그컵 | AFC 챔피언스리그 | AFC 챔피언스리그 | AFC컵 | AFC컵 | 합계 | 합계 | 각주    |
| 클럽                  | 시즌                | 등급                         | 출전 | 골   | 출전       | 골         | 출전   | 골     | 출전             | 골               | 출전  | 골    | 출전 | 골   | 각주    |
| --------------------- | ------------------- | ---------------------------- | ---- | ---- | ---------- | ---------- | ------ | ------ | ---------------- | ---------------- | ----- | ----- | ---- | ---- | ------- |
| 세게드 LC             | 1992-93             | 넴제티 버이녹샤그 II         |      |      |            |            |        |        |                  |                  |       |       | 0    | 0    |         |
| 세게드 LC             | 1993-94             | 넴제티 버이녹샤그 II         |      |      |            |            |        |        |                  |                  |       |       | 0    | 0    |         |
| 세게드 LC             | 합계                | 합계                         | 0    | 0    | 0          | 0          | 0      | 0      | 0                | 0                | 0     | 0     | 0    | 0    | –       |
| 사우스 멜버른         | 1994-95             | 내셔널 사커 리그             | 15   | 4    |            |            |        |        | –                | –                |       |       | 15   | 4    | [ 100 ] |
| 포트 멜버른 샤크스    | 1994-95             | 내셔널 프리미어리그 빅토리아 | 10   | 0    |            |            |        |        | –                | –                |       |       | 10   | 0    | [ 100 ] |
| 사우스 멜버른         | 1995-96             | 내셔널 사커 리그             | 5    | 0    |            |            |        |        | –                | –                |       |       | 5    | 0    | [ 100 ] |
| 포트 멜버른 샤크스    | 1995-96             | 내셔널 프리미어리그 빅토리아 | 18   | 12   |            |            |        |        | –                | –                |       |       | 18   | 12   | [ 100 ] |
| 깁슬랜드 팰컨스       | 1996-97             | 내셔널 사커 리그             | 15   | 4    |            |            |        |        | –                | –                |       |       | 15   | 4    | [ 100 ] |
| 훠처터우 산산         | 1997                | 중국 축구 갑급 B리그         | 16   | 2    |            |            |        |        | –                | –                |       |       | 16   | 2    | [ 100 ] |
| 웨스트 애들레이드     | 1997-98             | 내셔널 사커 리그             | 8    | 3    |            |            |        |        | –                | –                |       |       | 8    | 3    | [ 100 ] |
| 헤이들버그 유나이티드 | 1998-99             | 빅토리아 스테이트 리그1      | 8    | 2    |            |            |        |        | –                | –                |       |       | 8    | 2    | [ 100 ] |
| 웨스트 애들레이드     | 1998-99             | 내셔널 사커 리그             | 27   | 5    |            |            |        |        | –                | –                |       |       | 27   | 5    | [ 100 ] |
| 탄종파가르 유나이티드 | 1999                | S리그                        | 16   | 11   |            |            | —      | —      | —                | —                | —     | —     | 16   | 11   | [ 100 ] |
| 마르코니 스탤리언스   | 1999-2000           | 내셔널 사커 리그             | 15   | 2    |            |            |        |        | –                | –                |       |       | 15   | 2    | [ 100 ] |
| 시드니 올림픽         | 1999-2000           | 내셔널 사커 리그             | 3    | 0    |            |            |        |        | –                | –                |       |       | 3    | 0    | [ 100 ] |
| 오스트레일리아 합계   | 오스트레일리아 합계 | 오스트레일리아 합계          | 156  | 45   | 0          | 0          | 0      | 0      | 0                | 0                | 0     | 0     | 156  | 45   | –       |
| 홈 유나이티드         | 2000                | S리그                        | 10   | 6    |            |            | —      | —      |                  |                  | —     | —     | 10   | 6    | [ 100 ] |
| 게일랑 유나이티드     | 2001                | S리그                        | 33   | 31   |            |            | —      | —      | —                | —                | —     | —     | 33   | 31   | [ 100 ] |
| 게일랑 유나이티드     | 2002                | S리그                        | 33   | 26   |            |            | —      | —      |                  |                  | —     | —     | 33   | 26   | [ 100 ] |
| 게일랑 유나이티드     | 2003                | S리그                        | 33   | 27   |            |            | —      | —      | —                | —                | —     | —     | 33   | 27   | [ 100 ] |
| 게일랑 유나이티드     | 2004                | S리그                        | 27   | 13   |            |            | —      | —      | —                | —                |       |       | 27   | 13   | [ 100 ] |
| 게일랑 유나이티드     | 합계                | 합계                         | 126  | 97   | 0          | 0          | 0      | 0      | 0                | 0                | 0     | 0     | 126  | 97   | –       |
| 싱가포르 암드 포스    | 2005                | S리그                        | 27   | 17   |            |            | —      | —      | —                | —                | —     | —     | 27   | 17   | [ 100 ] |
| 싱가포르 암드 포스    | 2006                | S리그                        | 28   | 19   |            |            | —      | —      | —                | —                | —     | —     | 28   | 19   | [ 100 ] |
| 싱가포르 암드 포스    | 2007                | S리그                        | 31   | 37   |            |            | —      | —      | —                | —                |       |       | 31   | 37   | [ 100 ] |
| 싱가포르 암드 포스    | 2008                | S리그                        | 32   | 28   | 6          | 4          | 0      | 0      | —                | —                | 8     | 9     | 46   | 41   |         |
| 싱가포르 암드 포스    | 2009                | S리그                        | 32   | 28   | 1          | 0          | 5      | 2      | 8                | 1                | —     | —     | 46   | 31   |         |
| 싱가포르 암드 포스    | 합계                | 합계                         | 150  | 129  | 7          | 4          | 5      | 2      | 8                | 1                | 8     | 9     | 178  | 145  | –       |
| 탬피니스 로버스       | 2010                | S리그                        | 33   | 20   | 6          | 4          | 0      | 0      | —                | —                | —     | —     | 39   | 24   | [ 101 ] |
| 탬피니스 로버스       | 2011                | S리그                        | 33   | 26   | 3          | 4          | 0      | 0      | —                | —                | 7     | 6     | 42   | 36   | [ 101 ] |
| 탬피니스 로버스       | 2012                | S리그                        | 24   | 12   | 6          | 5          | 4      | 2      | —                | —                | 6     | 2     | 40   | 21   | [ 101 ] |
| 탬피니스 로버스       | 2013                | S리그                        | 25   | 15   | 1          | 1          | 3      | 3      | —                | —                | 6     | 3     | 35   | 22   | [ 101 ] |
| 탬피니스 로버스       | 2014                | S리그                        | 22   | 5    | 4          | 0          | 2      | 0      | 1                | 0                | 6     | 3     | 35   | 8    | [ 101 ] |
| 탬피니스 로버스       | 합계                | 합계                         | 137  | 78   | 20         | 14         | 9      | 5      | 1                | 0                | 25    | 14    | 192  | 111  | –       |
| 싱가포르 합계         | 싱가포르 합계       | 싱가포르 합계                | 439  | 321  | 28         | 18         | 14     | 7      | 9                | 1                | 33    | 23    | 523  | 370  | –       |
| 경력 합계             | 경력 합계           | 경력 합계                    | 595  | 366  | 28         | 18         | 14     | 7      | 9                | 1                | 33    | 23    | 679  | 415  | –       |

- 1번째 싱가포르 리그컵은 2007년에 개최되었다.
- 싱가포르 암드 포스는 2007년 싱가포르 리그컵에서 프리시즌을 앞두고 기권했다.[102]
- 1번째 AFC컵은 2004년에 개최되었다.
- 싱가포르 축구 협회는 원래 2011년·2012년 AFC 챔피언스리그 시즌에서 1장을 배정받을 예정이었으나 철회했다.[103] 탬피니스 로버스는 2011년·2012년 AFC컵에 참가했다.
- 각주: S리그[104][105], 싱가포르컵[106], 싱가포르 리그컵[107], AFC 챔피언스리그[108], AFC컵[109], 일반[101]

### 국가대표
출처:
- 괄호 안에 표시된 숫자는 FIFA(국제 축구 연맹) 이외의 경기를 의미하며 국가대표팀 합계에 포함되지 않는다.

| 국가대표팀 | 연도   | 출전    | 득점   |
| ---------- | ------ | ------- | ------ |
| 싱가포르   | 2007년 | 2       | 2      |
| 싱가포르   | 2008년 | 13 (+1) | 5      |
| 싱가포르   | 2009년 | 7 (+1)  | 6      |
| 싱가포르   | 2010년 | 11      | 3      |
| 싱가포르   | 2011년 | 9 (+2)  | 6 (+1) |
| 싱가포르   | 2012년 | 12      | 4      |
| 합계       | 합계   | 54      | 26     |

점수와 결과에서 앞쪽에 표시된 숫자는 싱가포르 축구 국가대표팀의 점수이고 양 팀의 점수는 주리치가 골을 기록한 이후의 점수를 의미한다.
| 번호 | 날짜             | 장소                    | 상대                   | 점수 | 결과 | 대회                                | 각주    |
| ---- | ---------------- | ----------------------- | ---------------------- | ---- | ---- | ----------------------------------- | ------- |
| 1    | 2007년 11월 9일  | 싱가포르 칼랑           | 타지키스탄             | 1-0  | 2-0  | 2010년 FIFA 월드컵 아시아 지역 예선 | [ 65 ]  |
| 2    | 2007년 11월 9일  | 싱가포르 칼랑           | 타지키스탄             | 2-0  | 2-0  | 2010년 FIFA 월드컵 아시아 지역 예선 | [ 65 ]  |
| 3    | 2008년 1월 24일  | 오만 무스카트           | 쿠웨이트               | 2-0  | 2-0  | 친선 경기                           | [ 110 ] |
| 4    | 2008년 3월 26일  | 싱가포르 칼랑           | 레바논                 | 1-0  | 2-0  | 2010년 FIFA 월드컵 아시아 지역 예선 | [ 69 ]  |
| 5    | 2008년 6월 2일   | 싱가포르 칼랑           | 우즈베키스탄           | 1-1  | 3-7  | 2010년 FIFA 월드컵 아시아 지역 예선 | [ 70 ]  |
| 6    | 2008년 11월 29일 | 말레이시아 프탈링자야   | 말레이시아             | 1-0  | 2-2  | 친선 경기                           | [ 110 ] |
| 7    | 2008년 11월 29일 | 말레이시아 프탈링자야   | 말레이시아             | 2-1  | 2-2  | 친선 경기                           | [ 110 ] |
| 8    | 2009년 10월 22일 | 베트남 호찌민시         | 투르크메니스탄         | 1-0  | 4-2  | 2009년 호찌민시티 인터내셔널 풋볼컵 | [ 111 ] |
| 9    | 2009년 10월 22일 | 베트남 호찌민시         | 투르크메니스탄         | 2-1  | 4-2  | 2009년 호찌민시티 인터내셔널 풋볼컵 | [ 111 ] |
| 10   | 2009년 10월 24일 | 베트남 호찌민시         | 베트남                 | 1-1  | 2-2  | 2009년 호찌민시티 인터내셔널 풋볼컵 | [ 112 ] |
| 11   | 2009년 11월 4일  | 싱가포르 칼랑           | 인도네시아             | 1-0  | 3-1  | 친선 경기                           | [ 113 ] |
| 12   | 2009년 11월 4일  | 싱가포르 칼랑           | 인도네시아             | 3-1  | 3-1  | 친선 경기                           | [ 113 ] |
| 13   | 2009년 11월 18일 | 태국 방콕               | 태국                   | 1-0  | 1-0  | 2011년 AFC 아시안컵 예선            | [ 114 ] |
| 14   | 2010년 11월 2일  | 베트남 하노이           | 조선민주주의인민공화국 | 1-0  | 1-2  | VFF컵                               | [ 115 ] |
| 15   | 2010년 12월 2일  | 베트남 하노이           | 필리핀                 | 1-0  | 1-1  | 2010년 AFF 스즈키컵                 | [ 116 ] |
| 16   | 2010년 12월 5일  | 베트남 하노이           | 미얀마                 | 1-1  | 2-1  | 2010년 AFF 스즈키컵                 | [ 117 ] |
| 17   | 2011년 6월 7일   | 싱가포르 잘란브사르     | 몰디브                 | 4-0  | 4-0  | 친선 경기                           | [ 118 ] |
| 18   | 2011년 7월 18일  | 싱가포르 잘란브사르     | 중화 타이베이          | 1-0  | 3-2  | 친선 경기                           | [ 119 ] |
| 19   | 2011년 7월 18일  | 싱가포르 잘란브사르     | 중화 타이베이          | 2-1  | 3-2  | 친선 경기                           | [ 119 ] |
| 20   | 2011년 7월 23일  | 싱가포르 잘란브사르     | 말레이시아             | 1-1  | 5-3  | 2014년 FIFA 월드컵 아시아 지역 예선 | [ 120 ] |
| 21   | 2011년 7월 23일  | 싱가포르 잘란브사르     | 말레이시아             | 5-3  | 5-3  | 2014년 FIFA 월드컵 아시아 지역 예선 | [ 120 ] |
| 22   | 2011년 9월 2일   | 중국 쿤밍               | 중화인민공화국         | 1-0  | 1-2  | 2014년 FIFA 월드컵 아시아 지역 예선 | [ 121 ] |
| 23   | 2011년 10월 7일  | 싱가포르 잘란브사르     | 필리핀                 | 2-0  | 2-0  | 친선 경기                           | [ 122 ] |
| 24   | 2012년 8월 15일  | 싱가포르 잘란브사르     | 홍콩                   | 1-0  | 2-0  | 친선 경기                           | [ 123 ] |
| 25   | 2012년 8월 15일  | 싱가포르 잘란브사르     | 홍콩                   | 2-0  | 2-0  | 친선 경기                           | [ 123 ] |
| 26   | 2012년 11월 19일 | 싱가포르 주롱웨스트     | 파키스탄               | 4-0  | 4-0  | 친선 경기                           | [ 124 ] |
| 27   | 2012년 11월 25일 | 말레이시아 쿠알라룸푸르 | 말레이시아             | 3-0  | 3-0  | 2012년 AFF 스즈키컵                 | [ 78 ]  |

## 수상

### 클럽
홈 유나이티드
- 싱가포르컵 1회 우승 (2000)

게일랑 유나이티드
- S리그 1회 우승 (2001)

싱가포르 암드 포스
- S리그 4회 우승 (2006, 2007, 2008, 2009)
- 싱가포르컵 2회 우승 (2007, 2008)
- 싱가포르 채리티 실드 1회 우승 (2008)

탬피니스 로버스
- S리그 3회 우승 (2011, 2012, 2013)
- 싱가포르 채리티 실드 4회 우승 (2011, 2012, 2013, 2014)

### 국가대표
- 2012년 AFF 스즈키컵 우승

### 개인
- 2007년 S리그 시즌 피플 초이스 어워드 수상
- 2007년 S리그 시즌 올해의 선수 선정
- 2007년 S리그 시즌 최다 득점자
- 2008년 S리그 시즌 올해의 선수 선정
- 2008년 S리그 시즌 최다 득점자
- 2009년 S리그 시즌 최다 득점자
- 2012년 S리그 시즌 올해의 선수 선정
- 2013년 S리그 시즌 최다 득점자

### 내용주
1. 1 2 3  싱가포르 축구 협회, 동남아시아 축구 연맹, 아시아 축구 연맹이 공식 승인한 기록을 기준으로 한다. 국제 축구 연맹의 기사에서는 주리치가 싱가포르 축구 국가대표팀에서 54경기에 출전하여 27골을 기록했다고 하지만 선수의 출전 기록을 보관하지 않는다.
2. 1 2 3  2011 시즌 이전까지 싱가포르 축구 리그의 이정표 골에는 S리그와 싱가포르컵 기록을 포함했다. 싱가포르 축구 협회는 2011년에 리그 골만 계산한다고 수정했다.[28]

### 참고주
1. 1 2 3 4 5 6 7 8 9  Scott McIntyre. “An amazing football tale” (영어). 2014년 4월 7일에 원본 문서에서 보존된 문서. 2014년 3월 27일에 확인함.
2. ↑  “The biggest accomp.”. 《Olympic Committee of Bosnia & Herzegovina》 (영어). 2014년 10월 18일에 원본 문서에서 보존된 문서. 2014년 4월 10일에 확인함.
3. ↑  “Aleksandar Đurić: One man’s fight against the odds from Bosnia to Singapore”. 《Football Paradise》 (영어). 2018년 2월 19일. 2022년 4월 25일에 확인함.
4. ↑  “메시, 21C 단일 리그 최다골 주인공…호날두, 레반도프스키에도 뒤져[최규섭의 청축탁축(淸蹴濁蹴)]”. 《OSEN》. 2022년 8월 19일. 2022년 10월 10일에 확인함.
5. 1 2  “Dobojlija – Najbolji Fudbaler U Singapuru”. 《Tipura.com》 (세르비아어).
6. 1 2 3  Rick Olivares (2012년 7월 9일). “The changing tides of Aleksandar Duric”. 《Business Mirror》 (영어).
7. ↑  “Content with life”. 《Today》 (영어). 2006년 10월 16일. 42면.
8. 1 2 3 4  “Duric: I just love football”. 《FIFA》 (영어). 2014년 4월 7일에 원본 문서에서 보존된 문서. 2014년 3월 27일에 확인함.
9. ↑  “MH Interview: Aleksandar Duric”. 《MensHealth.com.sg》 (영어). 2016년 3월 5일에 원본 문서에서 보존된 문서. 2014년 3월 25일에 확인함.
10. 1 2  “Interview with Aleksandar Duric (Part 1)”. 《RedSports.sg》 (영어). 2016년 9월 24일에 원본 문서에서 보존된 문서. 2014년 3월 26일에 확인함.
11. ↑  “Najbolji golgeter na svijetu zapravo je bosanski kajakaš”. 《Klix》 (보스니아어).
12. 1 2 3 4  Richard Lenton. “Aleksandar Duric” (PDF) (영어). 2014년 3월 27일에 확인함.
13. ↑  “End of a long and winding road for Singapore's Aleksandar Duric”. 《BBC Sport》 (영어). 2014년 3월 26일에 확인함.
14. 1 2  Jason Dasey. “Class is permanent”. 《ESPN》 (영어). 2014년 3월 28일에 확인함.
15. ↑  〈Piragüisme - Piragüismo - Canoë-kayak - Canoeing〉. 《Official Report of the Games of the XXV Olympiad, Barcelona 1992 - Vol. 5. (The Results)》 (PDF). 《LA84 Foundation》 (카탈루냐어, 스페인어, 프랑스어, 영어). 1992년. 141–142쪽. 2010년 8월 4일에 원본 문서 (PDF)에서 보존된 문서.
16. 1 2 3 4 5 6  “End in sight for Tampines' Rover” (PDF). 《AFC Quarterly (issue 2)》 (영어). 2013년 4월. 35쪽. 2016년 3월 3일에 원본 문서 (PDF)에서 보존된 문서. 2021년 12월 15일에 확인함.
17. 1 2 3 4 5 6  “Interview with Aleksandar Duric (Part 4)”. 《RedSports.sg》 (영어). 2014년 3월 26일에 확인함.
18. 1 2  “Former Jaguar signs for Home”. 《The Straits Times》 (영어). 2000년 5월 27일. 98면.
19. ↑  Neil Humphreys (1999년 10월 10일). “Third spot and $20,000 to Jaguars”. 《The Straits Times》 (영어). 52면.
20. ↑  “Jaguars lose twin strikers”. 《The Straits Times》 (영어). 1999년 11월 19일. 100면.
21. ↑  Ernest Luis (2000년 10월 2일). “No SAFFC double as Cup goes Home”. 《The Straits Times》 (영어). 54면.
22. ↑  Ernest Luis (2000년 10월 10일). “Protectors will do without Tapai, Duric and Andersen next season”. 《The Straits Times》 (영어). 58면.
23. ↑  Shamir Osman (2009년 9월 9일). “Geylang won't do SAFFC any favours”. 《Today》 (영어). 56면.
24. ↑  Gerard Wong (2001년 10월 25일). “Geylang regains the title”. 《The Straits Times》 (영어). 1면.
25. ↑  Marc Lim (2001년 11월 5일). “A night of utter shame for Geylang”. 《The Straits Times》 (영어). 1면.
26. ↑  Stanley Ho (2001년 11월 5일). “Geylang humiliated”. 《Today》 (영어). 30면.
27. ↑  “The fourth Mr 100”. 《The Straits Times》 (영어). 2003년 7월 10일. 7면.
28. ↑  “Could Indra Sahdan win the same award twice?”. 《The New Paper》 (영어). 2013년 11월 16일. 2022년 7월 11일에 확인함.
29. ↑  “2002/03 AFC Champions League”. 《S-league: Facts & Figures》 (영어). 2014년 3월 29일에 확인함.
30. ↑  “Sleepy Geylang carves out 3-0 win”. 《The Straits Times》 (영어). 2002년 10월 7일. 14면.
31. ↑  “Easy 4-0 win for Geylang”. 《The Straits Times》 (영어). 2002년 10월 24일. 11면.
32. ↑  “No farewell joy for Jang”. 《The Straits Times》 (영어). 2002년 11월 28일. 15면.
33. ↑  Marc Lim (2004년 10월 26일). “A match away from $250,000”. 《The Straits Times》 (영어). H11면.
34. ↑  Marc Lim (2004년 10월 27일). “Historic cup final hopes in tatters after 12 short minutes”. 《The Straits Times》 (영어). 13면.
35. ↑  “Duric leaves Geylang for SAFFC”. 《The Straits Times》 (영어). 2004년 11월 3일. 14면.
36. 1 2  “Duric wins player of the year”. 《sleague.com》 (영어). 2014년 4월 13일에 원본 문서에서 보존된 문서. 2014년 4월 12일에 확인함.
37. ↑  Shamir Osman (2009년 11월 10일). “Here's to a better show in 2010”. 《Today》 (영어). 41면.
38. ↑  “Aleksandar Duric: A tribute in numbers”. 《tnp.straitstimes.com》 (영어). 2014년 11월 1일. 2022년 4월 25일에 확인함.
39. ↑  Darren Lai (2007년 7월 10일). “Hat-trick hero Duric joins the 200-goal club”. 《Today》 (영어). 42면.
40. ↑  “S.League”. 《S.League》 (영어). 2007년 8월 12일에 원본 문서에서 보존된 문서. 2022년 7월 11일에 확인함.
41. ↑  Shamir Osman (2008년 8월 13일). “A bittersweet birthday for Duric”. 《Today》 (영어). 43면.
42. ↑  “SAFFC clinch inaugural shield”. 《The Straits Times》 (영어). 2008년 2월 18일. 31면.
43. ↑  Leonard Lim (2009년 2월 19일). “Warriors whip Thai champs”. 《The Straits Times》 (영어). 36면.
44. ↑  Leonard Lim (2009년 2월 26일). “On to the big stage”. 《The Straits Times》 (영어). 34면.
45. ↑  “Suwong Bluewings - Singapore Armed Forces FC 3:1”. 《worldfootball.net》 (영어). 2014년 4월 13일에 확인함.
46. ↑  “수원, 암포스 3-1로 제압… 16강 합류”. 《수원 삼성 블루윙즈》. 2009년 5월 19일. 2022년 7월 2일에 확인함.
47. 1 2  Aleksandar Duric (2013년 8월 27일). “Heat on managers when transfers go awry”. 《The Straits Times》 (영어). 2014년 3월 29일에 원본 문서에서 보존된 문서. 2021년 12월 15일에 확인함.
48. ↑  “Aleksandar Duric not going to Indonesia Super League”. 《RedSports.sg》 (영어). 2014년 3월 29일에 확인함.
49. ↑  Joyce Lim (2009년 11월 10일). “Top scorer, thrice in a row”. 《The New Paper》 (영어). 2014년 3월 29일에 원본 문서에서 보존된 문서.
50. ↑  “Stags claim fourth successive Charity Shield”. 《Tampines Rovers》 (영어). 2014년 4월 19일에 원본 문서에서 보존된 문서. 2014년 4월 17일에 확인함.
51. ↑  “40-year old Alex Duric scores 300th goal in S-league!”. 《xinmsn》 (영어). 2014년 4월 15일에 원본 문서에서 보존된 문서. 2014년 4월 14일에 확인함.
52. 1 2  Jason Dasey (2011년 8월 7일). “Striker's hard road to the top”. 《Al Jazeera》 (영어).
53. ↑  Fabius Chen (2012년 11월 11일). “Duric named S-League Player of the Year for third time”. 《The Straits Times》 (영어). 2014년 4월 13일에 원본 문서에서 보존된 문서. 2021년 12월 15일에 확인함.
54. ↑  “2013 Great Eastern-Yeo's S.League Awards Night”. 《sleague.com》 (영어). 2016년 5월 4일에 원본 문서에서 보존된 문서. 2014년 4월 12일에 확인함.
55. ↑  “‘원조 꽃미남’ 이관우, 싱가포르 올해의 선수 수상”. 《스포탈코리아》. 2013년 11월 11일. 2022년 10월 10일에 확인함.
56. ↑  “Duric confirms retirement at end of next season”. 《Goal.com》 (영어). 2014년 3월 25일에 확인함.
57. 1 2 3  Wang Meng Meng (2014년 2월 25일). “Duric's last hurrah: 'Put pride back in S-League'”. 《The Sunday Times》 (영어). 2014년 3월 29일에 원본 문서에서 보존된 문서.
58. ↑  “Nine-man Tampines crash out of ACL play-offs in extra time”. 《Goal.com》 (영어). 2017년 8월 31일에 원본 문서에서 보존된 문서. 2014년 4월 13일에 확인함.
59. ↑  “Tampines Rovers vs. DPMM FC 1 - 2”. 《Soccerway》 (영어). 2014년 11월 5일. 2014년 11월 6일에 확인함.
60. 1 2  Wang Meng Meng (2007년 11월 2일). “Striker Duric gets call-up”. 《The Straits Times》 (영어). 58면.
61. ↑  Singapore Cricket Club (2017년 6월 12일). “9th Singapore Cricket Club International Soccer Sixes” (영어): 8. 2022년 6월 18일에 확인함.
62. ↑  “Aleksandar Duric”. 《Cosmoleague》 (영어). 2022년 6월 18일에 확인함.
63. ↑  Wang Meng Meng (2007년 9월 28일). “New Singaporean Duric could line up for Lions”. 《The Straits Times》 (영어). 60면.
64. ↑  “Aleksandar the Great”. 《The Straits Times》 (영어). 2007년 10월 1일. 46면.
65. 1 2  “Road to South Africa: Duric bags brace to give Lions advantage”. 《FAS》 (영어). 2014년 4월 6일에 원본 문서에서 보존된 문서. 2014년 4월 6일에 확인함.
66. ↑  “Road to South Africa: Debutant Duric just two good”. 《FAS》 (영어). 2014년 3월 25일에 원본 문서에서 보존된 문서. 2014년 3월 25일에 확인함.
67. ↑  Lim, Weixiang (2014년 10월 31일). “Lunch with... Aleksandar Duric”. 《FourFourTwo》 (영어). 2쪽. 2016년 3월 4일에 원본 문서에서 보존된 문서. 2014년 11월 6일에 확인함.
68. ↑  Wang Meng Meng (2007년 11월 25일). “Can the Lions go all the way?”. 《The Straits Times》 (영어). 41면.
69. 1 2  “First-Half goals put Lions back on track”. 《FAS》 (영어). 2014년 4월 7일에 원본 문서에서 보존된 문서. 2014년 4월 6일에 확인함.
70. 1 2  “Road to South Africa:Lions lose despite scoring three”. 《FAS》 (영어). 2014년 4월 7일에 원본 문서에서 보존된 문서. 2014년 4월 6일에 확인함.
71. ↑  “Surgery for footballer Aleksandar Duric goes smoothly”. 《RedSports.sg》 (영어). 2014년 4월 8일에 확인함.
72. ↑  “Singapore 1 - 1 Philippines: Late Greatwich strike shocks Singapore”. 《AFFSuzukiCup.com》 (영어). 2012년 5월 2일에 원본 문서에서 보존된 문서. 2014년 4월 13일에 확인함.
73. ↑  “Singapore 2 Myanmar 1 - Duric, Casmir rescue Singapore”. 《AFFSuzukiCup.com》 (영어). 2012년 8월 9일에 원본 문서에서 보존된 문서. 2014년 4월 13일에 확인함.
74. ↑  “Vietnam 1 Singapore 0 - Vietnam bounce back to seal semi spot”. 《AFFSuzukiCup.com》 (영어). 2014년 4월 13일에 원본 문서에서 보존된 문서. 2014년 4월 13일에 확인함.
75. ↑  “Toothless Lions rue missed chance”. 《AFFSuzukiCup.com》 (영어). 2012년 8월 9일에 원본 문서에서 보존된 문서. 2014년 4월 13일에 확인함.
76. 1 2  “Duric delights in final triumph”. 《AFFSuzukiCup.com》 (영어). 2014년 4월 13일에 원본 문서에서 보존된 문서. 2014년 4월 12일에 확인함.
77. ↑  “Malaysia 0 Singapore 3”. 《AFFSuzukiCup.com》 (영어). 2014년 10월 6일에 원본 문서에서 보존된 문서. 2014년 4월 13일에 확인함.
78. 1 2  “Malaysia 0 Singapore 3” (영어). 2014년 10월 6일에 원본 문서에서 보존된 문서. 2014년 4월 6일에 확인함.
79. ↑  “Indonesia 1 Singapore 0”. 《AFFSuzukiCup.com》 (영어). 2014년 4월 13일에 원본 문서에서 보존된 문서. 2014년 4월 13일에 확인함.
80. ↑  “Singapore 4 Laos 3”. 《AFFSuzukiCup.com》 (영어). 2014년 10월 6일에 원본 문서에서 보존된 문서. 2014년 4월 13일에 확인함.
81. ↑  “Philippines 0 Singapore 0”. 《AFFSuzukiCup.com》 (영어). 2014년 4월 13일에 원본 문서에서 보존된 문서. 2014년 4월 13일에 확인함.
82. ↑  “Singapore 1 Philippines 0”. 《AFFSuzukiCup.com》 (영어). 2014년 2월 9일에 원본 문서에서 보존된 문서. 2014년 4월 13일에 확인함.
83. ↑  “Singapore coach Avramovic hails his AFF Suzuki Cup heroes”. 《AFFSuzukiCup.com》 (영어). 2014년 2월 9일에 원본 문서에서 보존된 문서. 2014년 4월 13일에 확인함.
84. ↑  “Locals' input vital for new coach to succeed”. 《The Straits Times》 (영어). 2013년 5월 19일. 2014년 10월 12일에 원본 문서에서 보존된 문서. 2014년 10월 7일에 확인함.
85. ↑  Leong, Kelvin (2014년 10월 29일). “Aleksandar Duric's Letter: Thank you very much Singapore”. 《ESPN FC》 (영어). 2014년 10월 31일에 확인함.
86. ↑  “Priča o Srbinu, "izdaji", smrti i nastanku legende”. 《Mondo》 (영어). 2016년 3월 1일.
87. 1 2 3  Wang Meng Meng (2014년 2월 25일). “Family and charity work keep Duric busy”. 《The Sunday Times》 (영어).
88. ↑  Mateusz Wozniak. “Aleksandar Durić - bohater Singapuru”. 《BalkanFootball.com》 (폴란드어). 2016년 3월 4일에 원본 문서에서 보존된 문서. 2014년 4월 7일에 확인함.
89. ↑  “Duric set to partner Zerka in dream attack”. 《The New Paper》 (영어). 2013년 9월 28일. 2014년 3월 25일에 원본 문서에서 보존된 문서.
90. ↑  “Can't stop, won't stop”. 《The New Paper》 (영어). 2013년 9월 12일. 2013년 9월 17일에 원본 문서에서 보존된 문서.
91. ↑  “Interview with Aleksandar Duric (Part 5)”. 《RedSports.sg》 (영어). 2014년 3월 26일에 확인함.
92. ↑  “Aleksandar Duric- What comes next?”. 《Tampines Rovers》 (영어). 2014년 4월 7일에 원본 문서에서 보존된 문서. 2014년 3월 27일에 확인함.
93. ↑  Lim, Weixiang (2014년 10월 31일). “Lunch with... Aleksandar Duric”. 《FourFourTwo》 (영어). 1쪽. 2016년 3월 4일에 원본 문서에서 보존된 문서. 2014년 11월 6일에 확인함.
94. ↑  Lim Say Heng (2011년 12월 4일). “Gutsy trio raise $12,000 for charity at marathon”. 《The New Paper》 (영어). 2014년 4월 7일에 원본 문서에서 보존된 문서.
95. ↑  Fabius Chen (2012년 11월 6일). “Duric targets another charity drive”. 《The Straits Times》 (영어). B20면. 2014년 4월 7일에 원본 문서에서 보존된 문서.
96. ↑  Wang Meng Meng (2013년 9월 28일). “Duric, 3 kids send message of love and care for elders”. 《The Straits Times》 (영어).
97. ↑  Bin Musa, Muhammad Farhansyah (2014년 12월 16일). “Home Team Sports: Aleksander Duric appointed as ambassador for Singapore's Delta League”. 《Home Team》 (영어). 2014년 12월 20일에 원본 문서에서 보존된 문서. 2014년 12월 20일에 확인함.
98. ↑  “Aleksander Duric - Enjoying the Best of Both Worlds as Coach and Dad”. 《ActiveSG》 (영어). 2022년 7월 3일에 확인함.
99. ↑  “Duric heads new ActiveSG Football Academy To Develop Young Players and Promote Football”. 《Sport Singapore》 (영어). 2016년 1월 30일. 2022년 7월 3일에 원본 문서에서 보존된 문서. 2022년 7월 3일에 확인함.
100. 1 2 3 4 5 6 7 8 9 10 11 12 13 14 15 16 17 18 19 20 21  (영어) 알렉산다르 주리치 - National Football Teams
101. 1 2 3 4 5 6  알렉산다르 주리치 프로필 - 사커웨이
102. ↑  “New Singapore pre-season cup for S.League clubs”. 《Asian Football Business Review》 (영어). 2014년 4월 13일에 원본 문서에서 보존된 문서. 2014년 4월 9일에 확인함.
103. ↑  “Singapore seek to pull out of ACL”. 《AFC》 (영어). 2014년 4월 9일에 원본 문서에서 보존된 문서. 2014년 4월 9일에 확인함.
104. ↑  “Aleksandar Đurić – club statistics”. 《National Football Teams》 (영어). 2014년 3월 27일에 확인함.
105. ↑  “S.League - fixtures & scores”. 《sleague.com》 (영어). 2014년 3월 26일에 원본 문서에서 보존된 문서. 2014년 4월 14일에 확인함.
106. ↑  “Singapore Cup - fixtures & scores”. 《sleague.com》 (영어). 2014년 7월 2일에 원본 문서에서 보존된 문서. 2014년 4월 14일에 확인함.
107. ↑  “League Cup - fixtures & scores”. 《sleague.com》 (영어). 2014년 4월 15일에 원본 문서에서 보존된 문서. 2014년 4월 14일에 확인함.
108. ↑  “AFC Champions League”. 《soccerway.com》 (영어). 2014년 4월 14일에 확인함.
109. ↑  “AFC Cup”. 《soccerway.com》 (영어). 2014년 4월 14일에 확인함.
110. 1 2  “International Friendly Matches 2008”. 《RSSSF》 (영어). 2014년 4월 6일에 확인함.
111. ↑  “Singapore beat Turkmenistan 4-2 to make it two wins out of two”. 《FAS》 (영어). 2014년 4월 7일에 원본 문서에서 보존된 문서. 2014년 4월 6일에 확인함.
112. ↑  “Singapore wins Ho Chi Minh International Tournament”. 《FAS》 (영어). 2014년 4월 7일에 원본 문서에서 보존된 문서. 2014년 4월 6일에 확인함.
113. ↑  “Set plays do the trick as Lions win”. 《FAS》 (영어). 2014년 4월 7일에 원본 문서에서 보존된 문서. 2014년 4월 6일에 확인함.
114. ↑  “Thailand crash to S'pore 0-1”. 《AFP》 (영어). 2009년 11월 19일. 2009년 11월 21일에 원본 문서에서 보존된 문서.
115. ↑  “Football: Singapore fall to last-gasp winner by North Korea in VFF Cup”. 《RedSports.sg》 (영어). 2014년 4월 6일에 확인함.
116. ↑  “Singapore 1 - 1 Philippines: Late Greatwich strike shocks Singapore” (영어). 2012년 5월 2일에 원본 문서에서 보존된 문서. 2014년 4월 6일에 확인함.
117. ↑  “Singapore 2 Myanmar 1 - Duric, Casmir rescue Singapore” (영어). 2012년 8월 9일에 원본 문서에서 보존된 문서. 2014년 4월 6일에 확인함.
118. ↑  “New-look Lions bring joy to the fans” (영어). 2011년 6월 9일에 원본 문서에서 보존된 문서. 2014년 4월 6일에 확인함.
119. ↑  “Singapore beat Chinese-Taipei 3-2 in an International Friendly At Jalan Besar Stadium” (영어). 2011년 7월 22일에 원본 문서에서 보존된 문서. 2014년 4월 6일에 확인함.
120. ↑  “FIFA World Cup 2014 qualifiers -Singapore 5:3 Malaysia”. 《FIFA》 (영어). 2011년 8월 12일에 원본 문서에서 보존된 문서. 2014년 4월 6일에 확인함.
121. ↑  “FIFA World Cup 2014 qualifiers - China PR 2:1 Singapore”. 《FIFA》 (영어). 2011년 9월 26일에 원본 문서에서 보존된 문서. 2014년 4월 6일에 확인함.
122. ↑  “Lions erase 2010 memories with 2-0 win over Philippines”. 《FAS》 (영어). 2011년 10월 9일에 원본 문서에서 보존된 문서. 2014년 4월 6일에 확인함.
123. ↑  “Singapore kicked-off Suzuki Cup preparations with 2-0 win over Hong Kong”. 《FAS》 (영어). 2014년 4월 7일에 원본 문서에서 보존된 문서. 2014년 4월 6일에 확인함.
124. ↑  “Singapore wrap up AFF Suzuki Cup preparations with a 4–0 win over Pakistan”. 《FAS》 (영어). 2014년 4월 7일에 원본 문서에서 보존된 문서. 2014년 4월 6일에 확인함.